# 詩威林市政廳
詩威林市政廳（德語：Schweriner Rathaus）是德國城市詩威林的市政廳。詩威林位於詩威林市場廣場，在1338年時這裡就已經有建築。現在的市政廳修建於19世紀。

## 外部連結
- Informationen und Bilder zur Geschichte des Schweriner Rathauses （页面存档备份，存于）